# George Blackwood
George Blackwood (1997. június 4. –) ausztrál korosztályos válogatott labdarúgó, aki az Adelaide United játékosa.

## Sikerei, díjai
- Sydney FC
  - A-League rájátszás: 2016–2017